# 나나 파테카르

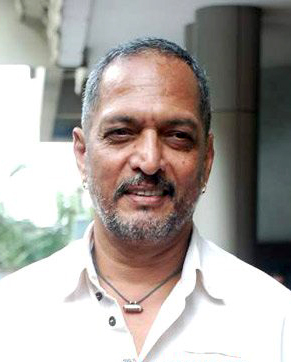

나나 파테카르(Nana Patekar, 1951년 1월 1일 ~ )는 인도의 배우, 영화 감독이다.

## 영화
- 웰컴 백 (2015년)
- 라즈니티 (2010년)
- 웰컴 (2007년)
- 더 풀 (2007년)
- 헤라 페리 2 (2006년)
- 콕 어 더들 두 (2005년)
- 고스트 (2003년) - 리야켓 쿠레쉬 역
- 샥티: 더 파워 (2002년)
- 카모시: 더 뮤지컬 (1996년)
- 살람 봄베이 (1988년)